# TMT (singolo)
TMT (acronimo di Tujud mitte tunded) è un singolo del rapper estone Nublu, pubblicato il 16 novembre 2018.

## Tracce
Testi e musiche di Markkus Pulk.
1. TMT – 3:57

## Classifiche

### Classifiche settimanali
| Classifica (2018) | Posizione massima |
| ----------------- | ----------------- |
| Estonia           | 1                 |

### Classifiche di fine anno
| Classifica (2018) | Posizione |
| ----------------- | --------- |
| Estonia           | 36        |
| Classifica (2019) | Posizione |
| Estonia           | 6         |